# Ana Teresa Oropeza
Ana Teresa Oropeza Villavicencio (San Juan de los Morros, 14 marzo 1964) è una modella venezuelana, eletta Miss Venezuela nel 1982.
Ha inoltre rappresentato il Venezuela a Miss Universo 1982 il 26 luglio 1982 a Lima, in Perù, dove però non è riuscita a superare le fasi preliminari.